# PopArt: Pet Shop Boys – The Hits
PopArt: Pet Shop Boys – The Hits es el decimocuarto álbum del dúo británico de música electrónica Pet Shop Boys. Fue lanzado en 2003. PopArt es una compilación de sencillos top 20 de Pet Shop Boys en el Reino Unido junto con dos nuevas pistas, "Miracles" y "Flamboyant" las cuales también han sido posteriormente sencillos.

## Historia
La más notable exclusión fue "Was It Worth It?" (la cual fue incluida como una canción nueva en Discography) porque sólo llegó al #24, mientras que "How Can You Expect to Be Taken Seriously?" (parte de un lado a doble con la versión de U2) fue omitida nuevamente (tampoco estuvo en Discography).
A modo de listas el álbum llegó al número 30 en el UK Singles Chart en lanzamiento original y reingresó al UK Charts en 2009 en el #18. Se mantuvo en ventas de manera constante, y demostró ser un fuerte vendedor en otros países (con su mejor ubicación en Noruega, ubicándose en el #2). Los Pet Shop Boys declararon en su sitio web que ellos estuvieron felices con las ventas. El fin de semana después de que los Pet Shop Boys recibieron el premio Brit a la contribución a la música en febrero de 2009, PopArt ingresó nuevamente al UK Albums Chart en el número 19, avanzando al número 18 la semana después.
Al contrario de muchas compilaciones de "lo mejor de" (incluyendo la temprana Discography), las pistas en los discos no están arregladas cronológicamente, pero divididas en dos categorías. Neil Tennant y Chris Lowe dividieron las pistas en las que pensaban que eran música pop pura ("Pop") y las que pensaban que eran más creativas/experimentales ("Art").
Una edición especial limitada fue lanzada con un tercer disco compacto (CD), "Mix", apropiadamente incluyendo los remixes favoritos de Tennant y Lowe de su carrera.
La edición álbum de "Heart" fue usada en PopArt en lugar de la edición sencillo. Si esto fue por diseño o por accidente no está claro. Una versión no lanzada anteriormente de "I wouldn't normally do this kind of thing", usando la estructura de la mezcla de siete pulgadas pero con algunos elementos de la versión álbum, también fue usada en lugar de la versión que había aparecido en el lanzamiento en sencillo de 1993. Varias de las otras pistas en el álbum aparecen en ediciones ligeramente diferentes de sus versiones originales en sencillo. Nuevamente, no está claro si esto fue o no deliberado. Un incidente similar ocurrió con la compilación brasileña Party en 2009. La versión de PopArt para los EE. UU. incluyó las versiones sencillo de esas pistas, pero aún omite las mismas pistas que en el lanzamiento para el Reino Unido.
Después de tres años de su lanzamiento en el resto del mundo, PopArt fue lanzado finalmente en los EE. UU. en octubre de 2006. El retraso fue debido a problemas legales causados por el hecho de que desde que Pet Shop Boys comenzó, ellos han estado con cuatro sellos discográficos diferentes en los EE. UU.: EMI (1985-1995), Atlantic (1996-1998), Sire (1999-2001) y Sanctuary (2002-2003). El álbum no se posicionó en los EE. UU. pero ha vendido aún casi 100.000 copias.
El álbum fue relanzado el lunes 26 de noviembre de 2007 en el Reino Unido como una caja recopilatoria con el DVD correspondiente intacto.

## Lista de canciones
Pop
1. "Go West" – 5:03
2. "Suburbia" (Video Mix) – 5:10
3. "Se a vida é (That's the Way Life Is)" – 3:59
4. "What Have I Done to Deserve This?" – 4:18
5. "Always on My Mind" – 4:00
6. "I Wouldn't Normally Do This Kind of Thing" – 4:44 (4:28 on US release)
7. "Home and Dry" – 3:58
8. "Heart" – 3:57 (4:17 on US release)
9. "Miracles" – 3:54
10. "Love Comes Quickly" – 4:17
11. "It's a Sin" – 4:59
12. "Domino Dancing" – 4:17
13. "Before" – 4:05
14. "New York City Boy" – 3:20
15. "It's Alright" – 4:19
16. "Where the Streets Have No Name (I Can't Take My Eyes Off You)" – 4:29
17. "A Red Letter Day" – 4:32[1]

Art
1. "Left to My Own Devices" – 4:47
2. "I Don't Know What You Want but I Can't Give It Any More" – 4:23
3. "Flamboyant" – 3:50 (3:40 on US release)
4. "Being Boring" – 4:50
5. "Can You Forgive Her?" – 3:52
6. "West End Girls" – 4:03
7. "I Get Along" – 4:10
8. "So Hard" – 3:58
9. "Rent" – 3:33
10. "Jealousy" – 4:15
11. "DJ Culture" – 4:20
12. "You Only Tell Me You Love Me When You're Drunk" – 3:12
13. "Liberation" – 4:05
14. "Paninaro '95" – 4:09
15. "Opportunities (Let's Make Lots of Money)" – 3:44
16. "Yesterday, When I Was Mad" – 4:00"New York City Boy" grabada por Tennant
17. "Single-bilingual" – 3:29
18. "Somewhere" – 4:42

Mix (Disco 3 – Edición limitada)
1. "Can You Forgive Her?" (Rollo Remix) – 6:00
2. "So Hard" (David Morales Red Zone Mix) – 7:42
3. "What Have I Done to Deserve This?" (Shep Pettibone Mix) – 8:08
4. "West End Girls" (Sasha Mix) – 7:45
5. "Miserablism" (Moby Electro Mix) – 5:35
6. "Before" (Danny Tenaglia Classic Paradise Mix) – 7:56
7. "I Don't Know What You Want but I Can't Give It Any More" (Peter Rauhofer New York Mix) – 10:26
8. "New York City Boy" (Lange Mix) – 7:04
9. "Young Offender" (Jam & Spoon Trip-o-matic Fairy Tale Mix) – 7:18
10. "Love Comes Quickly" (Blank & Jones Mix) – 5:00[1]

## DVD
Un DVD fue lanzado al mismo tiempo que las ediciones en CD. La ilustración de portada es la misma, pero la lista de canciones es cronológica.
Hay videos extras incluyendo: ambos videos de "Opportunities (Let's Make Lots of Money)"; "Paninaro", el cual fue lanzado como sencillo en Italia; "Was It Worth It?", el cual no aparece en el CD; "London" que sólo fue lanzado como sencillo en Alemania; y videos extendidos de "Domino Dancing", "So Hard" y "Go West". El único otro video perdido es el sencillo de Comic Relief de 1994 "Absolutely Fabulous", el cual se mantiene indisponible en DVD debido a obstáculos de licencia.
Los videos de "Miracles" y "Flamboyant" no estuvieron listos cuando el DVD salió a la prensa, así que no fueron incluidos. Ellos fueron lanzados junto con los videos de "I'm With Stupid", "Minimal" y "Numb" en el documental en DVD A Life in Pop. El último video, "Integral", también no está incluido.
El DVD también incluye un comentario por Neil Tennant, Chris Lowe y Chris Heath.
1. "Opportunities (Let's Make Lots of Money)" (versión original)
2. "West End Girls"
3. "Love Comes Quickly"
4. "Opportunities (Let's Make Lots of Money)" (segunda versión)
5. "Suburbia"
6. "Paninaro"
7. "It's a Sin"
8. "What Have I Done to Deserve This?"
9. "Rent"
10. "Always on My Mind"
11. "Heart"
12. "Domino Dancing"
13. "Left to My Own Devices"
14. "It's Alright"
15. "So Hard"
16. "Being Boring"
17. "How Can You Expect to Be Taken Seriously?"
18. "Where the Streets Have No Name (I Can't Take My Eyes Off You)"
19. "Jealousy"
20. "DJ Culture"
21. "Was It Worth It?"
22. "Can You Forgive Her?"
23. "Go West"
24. "I Wouldn't Normally Do This Kind of Thing"
25. "Liberation"
26. "Yesterday, When I Was Mad"
27. "Paninaro '95"
28. "Before"
29. "Se A Vida É (That's the Way Life Is)"
30. "Single-Bilingual"
31. "A Red Letter Day"
32. "Somewhere"
33. "I Don't Know What You Want but I Can't Give It Any More"
34. "New York City Boy"
35. "You Only Tell Me You Love Me When You're Drunk"
36. "Home and Dry"
37. "I Get Along/E-Mail"
38. "London"
39. "Domino Dancing" (versión extendida)
40. "So Hard" (versión extendida)
41. "Go West" (versión extendida)